# 27810 Дейвтернер
27810 Дейвтернер (27810 Daveturner) — астероїд головного поясу, відкритий 23 липня 1993 року.
Тіссеранів параметр щодо Юпітера — 3,845.